# Ortsmarke
Als Ortsmarke bezeichnet man den am Anfang einer Nachricht oder Pressemitteilung angegebenen Ort. Diese Angabe wird dem Text von der Presseagentur vor der Verbreitung hinzugefügt. Die Ortsmarke (oder auch Spitzmarke) ist nicht immer der tatsächliche Handlungsort, über den im Text berichtet wird, oder der Aufenthaltsort des Journalisten, bei sehr kleinen und unbekannten Orten wird oftmals nur der Name der nächstgelegenen größeren Stadt genannt.
Google Inc. bezeichnet in seiner deutschen Version von Google Earth Markierungen (englisch: placemarks) als Ortsmarken.